# Великобагачанський район
Великобагача́нський райо́н — колишня адміністративно-територіальна одиниця у центральній частині Полтавської області України. Районним центром було селище Велика Багачка.

## Географія
Район розташований у центральній частині Полтавської області у зоні лісостепу. На півночі межує з Миргородським районом, на південному сході — з Решетилівським, на заході — з Хорольським, на півдні — з Глобинським, на північному сході — з Шишацьким.
Територія району — 1,0 тис. км², що становить 3,5 % від території області. По площі займає 12 місце серед районів Полтавської області. Відстань до обласного центру залізницею — 89 км, шосейними дорогами — 78 км.
Поверхня — хвиляста рівнина, яка широкими терасами полого знижується на південний захід до Дніпра. Є джерела мінеральної води (Велика Багачка). Клімат помірно континентальний з помірно холодною зимою і помірно теплим літом. Пересічна температура січня від −5,5 до −7,6°, липня від +20 до +21,7°. Опадів 201,8 мм на рік. Період з температурою понад +10° від 157 до 172 днів.
Головна водна артерія району — річка Псел, що належить до басейну Дніпра і є його лівою притокою. По району має довжину 39 км. Крім, Псла протікають ще дві річки: Хорол та Багачка. Багато штучних водойм, озер.
Майже весь район лежить у лісостеповій зоні. Ліси (дуб, сосна, ясен, берест, клен, рідше — липа, граб). На піщаних терасах річок поширені соснові ліси з домішкою дуба, в заплавах — луки.
На території Полтавщини водяться лось, дика свиня, борсук, вовк, куниця, сарна, лисиця, заєць, ховрах, хом'як; із птахів — дикі качки, гуси, орли, кібці, шуліки, журавлі, жайворонки; у водоймах — карась, щука, окунь, короп, сом тощо.

## Історія
Заснований у 1925 році. У сучасних межах відновлений в грудні 1966 року.
Територія сучасного району була освоєна людиною ще за часів кам'яної доби. Це підтверджують знахідки археології.
З X століття територія району контролюється давньоруськими князями. У складі Київської Русі вона належить до Переяславської землі, на короткий час відходить до Чернігівського та Курського князівств.
Після татаро-монгольської навали землі по Пслу відходять до Київського князівства, а з 1363 року — до складу Великого князівства Литовського.
У середині XVII століття французький інженер Боплан видав першу карту України. На ній вже позначено село Богачка. З 1650 року, коли карта побачила світ, починається писемна історія Великобагачанського краю.
Район не обійшли стороною буремні події. Богацька сотня в складі Миргородського полку була активним учасником визвольної війни українського народу 1648—1654 рр., воювала у Північній війні.

### XX—XXI століття
У січні 1918 року Багачку захопили російські радянські війська під командуванням Антонова-Овсієнко.
У 1932–1933 роках внаслідок Голодомору, проведеного радянським урядом, у районі загинуло 6877 мешканців, в тому числі встановлено 1916 померлих, встановлено імена 1635 загиблих.
Великобагачанський район існував із 1925 року, налічував 10 сільських рад. У 1930 році до Великобагачанського були приєднані Білоцерківський та Остап'євський райони. З лютого 1932 року по вересень 1937 року район входив до Харківської області, а з вересня 1937 — до складу Полтавської.
З грудня 1962 року по грудень 1966 року район був розформований і його територія входила до складу Решетилівського, Миргородського та Хорольського районів. У сучасних межах район відновлено в грудні 1966 року.
Згідно з переписом 1939 року в районі було 35 сільських рад, 269 населених пунктів, проживало 61210 чоловік. На території району було 64 колгоспи, в них 25378 працюючих, 303 особи працювали на транспорті і в зв'язку, 517 — в торгівлі, заготконторі та громадському харчуванні, 659 — в освіті і культурі, 202 — в охороні здоров'я. В загальноосвітніх школах навчалося 4973 учнів. В технікумах навчалося 133 особи, у вишах — 20.
Велику допомогу в становленні і зміцненні колгоспного виробництва подала перша в районі машинно-тракторна станція, утворена в 1930 році в селі Устивиця. Трактористи працювали самовіддано, з року в рік перевиконували норми виробітку, боролись за економію пального.
У 1935 році було завершено будівництво нового двоповерхового будинку середньої школи у Великій Багачці, де вже в наступному році навчалося понад 300 учнів. 15 грудня 1940 року у Великій Багачці було відзначено 65-річний ювілей кобзаря Федора Даниловича Кушнерика. За дорученням Спілки письменників України на вшанування кобзаря прибув Павло Тичина. Під впливом цих ювілейних урочистостей Павло Григорович написав відомого вірша «Ми їдемо з Великої Багачки».
У роки Другої світової війни 10430 чоловіків мобілізовано і з них 4871 не повернулися з війни.
23 вересня 1943 року війська 20 гвардійського корпусу під командуванням генерал-лейтенанта М. І. Бірюкова зайняли Велику Багачку та інші села району. Відкочуючись на Захід, німецькі війська ворога знищували міста і села. У Великобагачанського районі було частково або повністю спалено і зруйновано майже всі населені пункти, 14 шкіл, 10 клубів, 11 лікарень, колгоспні будівлі та хати селян.
У кінці 60-х років минулого століття була завершена електрифікація і радіофікація всіх сіл району. В організаціях працювало 625 потужних новітніх тракторів, 317 вантажних автомашин та багато іншої сільськогосподарської техніки.
У 1968 році на кожні 100 га угідь було вироблено по 325,4 ц молока і по 13,5 тисячі штук яєць на 100 га орної землі. У 1969 році 127 передовиків колгоспного виробництва були нагороджені орденами і медалями, в тому числі 5 — найвищим орденом держави, орденом Леніна.
У села прийшли спеціалісти з вищою освітою. У 51 загальноосвітній школі, районній заочній, кількох вечірніх школах та класах робітничої і селянської молоді, Красногорівському сільськогосподарському технікумі працювало близько 600 учителів, які навчали понад 7 тис. учнів. У медичних закладах трудилося 28 лікарів та 230 осіб середнього медичного персоналу.
У 1990 році посіви зернових і зернобобових культур склали 29890 га, технічних — 9172, кормових культур — 22030, овоче-баштанних — 1456 гектарів.

## Адміністративний поділ
Район поділяється на 16 сільських і 2 селищні ради. Населених пунктів — 74.
У 2009 році з обліку зняті села Бондусі та Малинщина

## Економіка
Промисловість району представлена фабрикою «Веснянка» і друкарнею. На території району містяться підприємства нафтогазового управління «Полтаванафтогаз», телерадіотранслятор і районна електромережа в с. Красногорівка.
У числі промислової продукції підприємств — нафта, газ, цегла, швейні вироби, меблі, рослинна олія.

## Транспорт
11 автобусних маршрутів охоплювали переважну більшість населених пунктів району, 340 км шляхів із твердим покриттям.
Районом проходить автошлях E40М03.

## Населення
1990 року у районі мешкало 34,3 тис. осіб.
Розподіл населення за віком та статтю (2001):
| Стать | Всього | До 15 років | 15-24 | 25-44 | 45-64 | 65-85 | Понад 85 |
| --- | ------ | ----------- | ----- | ----- | ----- | ----- | -------- |
| Чоловіки | 13 601 | 2429        | 1560  | 3975  | 3494  | 2042  | 101      |
| Жінки | 16 502 | 2298        | 1565  | 3934  | 4094  | 4137  | 474      |
| \| Статево-вікова піраміда \| Статево-вікова піраміда \| Статево-вікова піраміда \| \| ----------------------- \| ----------------------- \| ----------------------- \| \| Чоловіки \| Вік \| Жінки \| \| 101 \| 85 + \| 474 \| \| 156 \| 80-84 \| 646 \| \| 463 \| 75-79 \| 1205 \| \| 714 \| 70-74 \| 1332 \| \| 709 \| 65-69 \| 954 \| \| 1033 \| 60-64 \| 1443 \| \| 606 \| 55-59 \| 736 \| \| 894 \| 50-54 \| 941 \| \| 961 \| 45-49 \| 974 \| \| 1133 \| 40-44 \| 1068 \| \| 1034 \| 35-39 \| 1047 \| \| 920 \| 30-34 \| 980 \| \| 888 \| 25-29 \| 839 \| \| 771 \| 20-24 \| 747 \| \| 789 \| 15-20 \| 818 \| \| 1062 \| 10-14 \| 1021 \| \| 750 \| 5-9 \| 724 \| \| 617 \| 0-4 \| 553 \| |        |             |       |       |       |       |          |
| Статево-вікова піраміда |        |             |       |       |       |       |          |
| Чоловіки | Вік    | Жінки       |       |       |       |       |          |
| 101 | 85 +   | 474         |       |       |       |       |          |
| 156 | 80-84  | 646         |       |       |       |       |          |
| 463 | 75-79  | 1205        |       |       |       |       |          |
| 714 | 70-74  | 1332        |       |       |       |       |          |
| 709 | 65-69  | 954         |       |       |       |       |          |
| 1033 | 60-64  | 1443        |       |       |       |       |          |
| 606 | 55-59  | 736         |       |       |       |       |          |
| 894 | 50-54  | 941         |       |       |       |       |          |
| 961 | 45-49  | 974         |       |       |       |       |          |
| 1133 | 40-44  | 1068        |       |       |       |       |          |
| 1034 | 35-39  | 1047        |       |       |       |       |          |
| 920 | 30-34  | 980         |       |       |       |       |          |
| 888 | 25-29  | 839         |       |       |       |       |          |
| 771 | 20-24  | 747         |       |       |       |       |          |
| 789 | 15-20  | 818         |       |       |       |       |          |
| 1062 | 10-14  | 1021        |       |       |       |       |          |
| 750 | 5-9    | 724         |       |       |       |       |          |
| 617 | 0-4    | 553         |       |       |       |       |          |

Національний склад населення за даними перепису 2001 року:
| Національність | Кількість осіб | Відсоток |
| -------------- | -------------- | -------- |
| українці       | 28941          | 96,26 %  |
| росіяни        | 829            | 2,76 %   |
| молдовани      | 83             | 0,28 %   |
| білоруси       | 71             | 0,24 %   |
| угорці         | 35             | 0,12 %   |
| інші           | 105            | 0,35 %   |

Мовний склад населення за даними перепису 2001 року:
| Мова       | Кількість осіб | Відсоток |
| ---------- | -------------- | -------- |
| українська | 29083          | 96,74 %  |
| російська  | 832            | 2,77 %   |
| молдовська | 58             | 0,19 %   |
| угорська   | 29             | 0,10 %   |
| білоруська | 21             | 0,07 %   |
| інші       | 41             | 0,14 %   |

Населення близько 24 342 (на 2018 рік).
Пересічна густота — 29,7 чоловік на км². Національний склад населення однорідний, українців — близько 90 відсотків.

## Соціальна сфера
До послуг населення — районна лікарня, поліклініка, шість дільничних лікарень, дві амбулаторії і 30 ФАПів, де працювало 65 лікарів і 264 середніх медичних працівників, обладнано 410 ліжок для стаціонарного лікування хворих.
У 1990 році в районі було 8 середніх, 17 неповних середніх, 9 початкових шкіл, 25 дошкільних закладів, у яких виховувалося понад 1000 дошкільнят. У Красногоріваському сільському профтехучилищі № 49 навчалося понад 600 осіб молоді професіям трактористів-машиністів широкого профілю з правом керування автомобілем, електромонтерів, лаборантів хімбаканалізу, кухарів.
У районі функціонувало 40 будинків культури і сільських клубів, 33 бібліотеки, 41 кіноустановка, 12 спортивних залів, спортивно-технічний клуб.
Населення обслуговувало 139 магазинів, об'єднаних у 6 споживчих товариств, 2 ресторани, 5 кафе, хлібзавод, ситроцех та ковбасний цех. Залишки сільськогосподарської продукції у населення скуповувала заготконтора. Побутові послуги жителі району отримували в районному будинку побуту, 25 майстернях, 16 перукарнях.
Для потреб населення працював райсількомунгосп, а в кожному господарстві — сільський комунгосп.

## Політика
25 травня 2014 року відбулися Президентські вибори України. У межах Великобагачанського району було створено 35 виборчих дільниць. Явка на виборах складала — 67,93 % (проголосували 13 919 із 20 490 виборців). Найбільшу кількість голосів отримав Петро Порошенко — 52,12 % (7 254 виборців); Олег Ляшко — 16,17 % (2 251 виборців), Юлія Тимошенко — 15,27 % (2 126 виборців), Анатолій Гриценко — 4,22 % (588 виборців), Сергій Тігіпко — 3,25 % (453 виборців). Решта кандидатів набрали меншу кількість голосів. Кількість недійсних або зіпсованих бюлетенів — 1,02 %.

## Пам'ятки
- Пам'ятки монументального мистецтва Великобагачанського району
- Пам'ятки історії Великобагачанського району

## Природно-заповідний фонд
- ландшафтний заказник місцевого значення «Байраківський»
- ландшафтний заказник місцевого значення «Географічний центр Полтавщини»
- ботанічний заказник місцевого значення «Кут»
- ботанічна пам'ятка природи місцевого значення «Дуб черешчатий» в селищі Велика Багачка
- ботанічна пам'ятка природи місцевого значення «Дуб черешчатий» в селі Мар'янське

## Відомі уродженці
- Кушнерик Федір Данилович (1875—1941) — український кобзар (смт Велика Багачка)
- Наріжний Василь Трохимович (1780—1825) — український російськомовний письменник (с. Устивиця)
- Псьол Глафіра Іванівна (1823—1886) — українська художниця (с. Псільське)
- Псьол Олександра Іванівна (1817—1887) — поетеса (с. Псільське)
- Бережной Анатолій Семенович (1910—1996) — академік НАНу (с. Остап’є)
- Сидоренко Михайло Федорович (1902—1989) — селекціонер (с. Сидорівщина)
- Богаєвський Овксентій Трохимович (1848—1930) — хірург і вчений (с. Устивиця)
- Скляров Яків Павлович (1901—1992) — доктор медичних наук (с. Довгалівка)
- Явдась Митрофан Іванович (1903—1966) — історик церкви (с. Якимове)
- Усик Яків Олександрович (1872—1961) — художник (с. Мар’янське)
- Чвала Дмитро Андрійович (1928—2011) — художник (с. Якимове)
- Олефіренко Михайло Миколайович (1945 р.н.) — письменник (с. Устивиця)
- Шаповал Микола Терентійович (1919—1982) — письменник (с. Багачка Перша)
- Андрієнко Олексій Григорович (1895—?) — бандурист (с. Матяшівка)
- Костенко Анатоль Ілліч (1908—1997) — український письменник і літературознавець (с. Балаклія)
- Шапран Павло Романович (1914—1984) — депутат Верховної Ради УРСР (смт Гоголеве)
- Дзябенко Яків Мартинович (1892—1959) — військовий і громадський діяч, старшина охорони Головного отамана Армії УНР С. Петлюри, ад'ютант і старшина для доручень Президента УНР в екзилі А. Лівицького; адміністративний сотник Армії УНР (с. Матяшівка)
- Хоружий Григорій Фокович (1947— 2018) — український державний і політичний діяч, дипломат (с. Матяшівка)
- Ігнатченко Григорій Іванович (1940 р. н.) — дослідник історії української еміграції в Північній Америці та зарубіжної історіографії (с. Матяшівка)
- Яновський Іван Петрович (1856—1900) — історик церкви, педагог (с. Білоцерківка)
- Федір Якович Стовбуненко (1864—1933) — художник, автор традиційних народних картин (с. Остап’є)
- Ярослав Юрій Юрійович (1890—1937) — член УПСР, радник надзвичайної дипломатичної місії УНР до Москви в січні 1919 року, репресований 1937 року (с. Остап’є)

- Чугуй Олексій Прокопович (1935 р. н.) — український драматург, вчений-літературознавець (с. Поділ)
- Глушич Андрій Олексійович (1927—?) — Герой Соціалістичної Праці (с. Поділ)

- Артюшенко Таїсія Іванівна (1946 р. н.) — українська поетеса (с. Радивонівка)
- Смаль-Стоцький Іван (1905—?) — український письменник, поет, прозаїк, жив в Австралії (с. Радивонівка)
- Сторчак Віталій Михайлович (1931 р. н.) — Герой Соціалістичної Праці (с. Радивонівка)
- Балюк Іван Махтейович (1938 р. н.) — аграрій, заслужений працівник сільського господарства України (1998), Герой України (2007) (с. Радивонівка)

- Домашенко Тетяна Михайлівна (1954 р. н.) — поетеса, громадсько-політичний діяч (с. Рокита)
- Нечитайло Іван Якович (1935 р. н.) — український письменник, член Національної спілки письменників України від 1998 року (с. Огирівка)
- Дзябенко Василь Васильович (1931 р.н.) — Герой Соціалістичної Праці (с. Підлуки)
- Легенький Григорій Миколайович (1945—2011) — український науковець і державний службовець, директор Департаменту розвитку та координації систем транспорту та зв'язку Міністерства інфраструктури України (с. Семенівка)

### Герої Радянського Союзу і кавалери ордена Слави
- Солод Олексій Пудович (кавалер ордена Слави) (1924—2003) (смт Велика Багачка)
- Бехтер Гаврило Іванович (кавалер ордена Слави) (1900—1948) (с. Бутова Долина)
- Василенко Сергій Йосипович (1921—1994) (с. Красногорівка)
- Василенко Федір Омелянович (1911—1983) (с. Красногорівка)
- Ганущенко Володимир Васильович (1922—1944) (с. Степанівка)
- Кияшко Михайло Федорович (1913—1991) (с. Затон)
- Кияшко Григорій Григорович (1919—1995) (смт. Велика Багачка)
- Срібний Сидір Іванович (1916—1944) (с. Бірки)
- Шепель Іван Іванович (1906—1968) (смт Велика Багачка)
- Мирун Василь Федорович (1922—1973) (с. Остап’є)